# Physiphora chalybea
Physiphora chalybea är en tvåvingeart som först beskrevs av Friedrich Georg Hendel 1909.  Physiphora chalybea ingår i släktet Physiphora och familjen fläckflugor.
Artens utbredningsområde är Turkmenistan. Inga underarter finns listade i Catalogue of Life.